# I’m Eighteen
«I’m Eighteen» — сингл Alice Cooper из альбома Love It to Death, вышедший за три месяца до его выпуска и принёсший группе первую известность, поднявшись до #21 в Billboard Hot 100.
«I’m Eighteen» занимает 39-е место в списке VH1 40 Greatest Metal Songs и 482 место в списке журнала Rolling Stone «500 величайших песен всех времён». Журналом Guitar Magazine она была включена в список «50 самых тяжелых риффов всех времён».
Кавер-версии на «I’m Eighteen» записали Anthrax (1984, Fistful of Metal), Creed (1998, саундтрек «The Faculty») и Camp Freddy (со Слэшем на гитаре, Честером Беннингтоном у микрофона). Именно эту песню «репетировал» Джонни Роттен в маклареновском бутике «Sex»: его услышали и предложили войти в состав Sex Pistols.

## Отзывы о песне
Трек «I’m Eighteen» явился настоящим откровением. Никто ещё никогда в роке не говорил с подростком о боли и одиночестве, о взрослении и превращении в другое существо — на подростковом же языке. Элис был первым. И подростки всего мира его услышали. Услышали и поняли: Элис тоже их понимает. Потому что он — такой же запутавшийся и потерянный, как и они. Он — один из них. — Джефри Морган.
- «Юношеским гимном Винсента Фурнье был My Generation. Для всего нового поколения таким гимном стал I’m Eighteen». — Стив Деморест, автор биографии Купера.
- «I’m Eighteen стала прототипом Smells Like Teen Spirit — для пост-хиппиозного поколения». — Гари Граф, детройтской журналист.
- «I’m Eighteen превратила Alice Cooper из группы, которая убивает куриц, в группу, которая убивает целые стадионы». — The Village Voice.[5]

## Позиции в хит-парадах
Годовые чарты:
| Год  | Чарт                     | Позиция |
| ---- | ------------------------ | ------- |
| 1971 | Канада (RPM Top Singles) | 87      |